# アックアフレッダ
アックアフレッダ（伊: Acquafredda）は、イタリア共和国ロンバルディア州ブレシア県にある、人口約1,500人の基礎自治体（コムーネ）。

## 地理

### 位置・広がり
ブレシア県南部のコムーネ。県都ベルガモから南南東へ31km、マントヴァから西北西へ35km、ヴェローナから西南西へ48km、州都ミラノから東へ97kmの距離にある。

#### 隣接コムーネ
隣接するコムーネは以下の通り。括弧内のMNはマントヴァ県所属を示す。
- カルヴィザーノ
- カルペネードロ
- カザルモーロ (MN)
- カステル・ゴッフレード (MN)
- レメデッロ
- ヴィザーノ

### 地震分類
イタリアの地震リスク階級 (it) では、3 に分類される
。